# Schoenoplectus rechingeri
Schoenoplectus rechingeri är en halvgräsart som beskrevs av Ilkka Toivo Kalervo Kukkonen. Schoenoplectus rechingeri ingår i släktet sävsläktet, och familjen halvgräs. Inga underarter finns listade i Catalogue of Life.